# Lycée Voltaire
Lycée Voltaire je pařížská veřejná střední škola pro všeobecné a technologické vzdělávání se sídlem v 11. pařížském obvodu. Jméno má po spisovateli a filozofovi Voltaireovi. Budova architekta Eugène Traina byla slavnostně otevřena 13. července 1891 prezidentem Sadi Carnotem a byla dlouhou dobu jedinou střední školou na severovýchodě Paříže. Původně byla chlapeckou školou, než se od roku 1973 postupně stala koedukační.

## Slavní absolventi
- Alain-Fournier, francouzský spisovatel, básník a esejista
- Guy Marchand, francouzský filmový herec, zpěvák a hudebník
- André Lwoff, francouzský mikrobiolog, virolog, genetik a protozoolog židovského původu.